# Route nationale 1 (Gabon)
 (juillet 2019).
Si vous disposez d'ouvrages ou d'articles de référence ou si vous connaissez des sites web de qualité traitant du thème abordé ici, merci de compléter l'article en donnant les références utiles à sa vérifiabilité et en les liant à la section « Notes et références ».
Pour les articles homonymes, voir Route nationale 1.
La route nationale 1 est le principal axe routier du Gabon. Elle relie Libreville au reste du pays et a des embranchements avec la plupart des axes majeurs du pays. Elle relie Libreville à Ndendé dans la Ngounié et à la Frontière congolaise.

## Tracé
Elle débute à Libreville sur le Bord de mer (PK 0) et passe par le carrefour Rio. Du PK 5 au PK 12, la route est en 2X2 voies inaugurée en septembre 2018. Du PK 12 au PK 24 (entrée de la zone de Nkok) la route est en 2x2 voies en travaux depuis plusieurs années. Elle continue en 2x1 voie sur tout son tracé (portion de 2x2 voies sur 25km avant Kango. Elle passe ensuite par les villes de Ntoum, Kougouleu et Kango ou se trouve le pont sur le Komo. Cette portion (PK 24-PK 105) est depuis plusieurs années en très mauvais état et peut devenir impraticable à la suite de fortes intempéries. Des travaux de réhabilitation ont été plusieurs fois annulés du fait d'un défaut de paiement de l'État gabonais.
Après la traversée su Komo à Kango, la route rejoint Lambaréné où elle traverse l'Ogooué. La N1 poursuit son tracé dans la province de la Ngounié passant par Fougamou, Mouila et Ndendé. Après Ndendé, la route n'est pas revêtue, elle se poursuit jusqu'à la frontière congolaise.